# Luciano De Cecco
Luciano De Cecco (ur. 2 czerwca 1988 w Santa Fe) – argentyński siatkarz grający na pozycji rozgrywającego; reprezentant Argentyny.
W 2024 roku został wybrany do niesienia flagi swojego kraju w trakcie ceremonii otwarcia Igrzysk Olimpijskich w Paryżu.
Pod koniec lutego 2025 roku siatkarz skarżył się na nawracające bóle kolki nerwowej, następnie badania medyczne wykazały obecność kamicy nerkowej. Po zakończeniu sezonu 2024/2025 przeszedł operację usunięcia kamieni nerkowych.

## Kariera klubowa
Karierę sportową rozpoczynał w miejscowym Club Atlético Gimnasia y Esgrima. W sezonie 2006/2007 bronił barw klubu DirecTV Bolívar, zdobywając mistrzostwo kraju. W 2007 roku wyjechał do Włoch. Rozegrał tam trzy spotkania w klubie Serie A1 Acqua Paradiso Gabeca Montichiari. Ponownie wrócił do kraju, gdzie od października 2007 roku grał w Club Atlético Belgrano de Córdoba. W sezonie 2008/2009 uczestniczył w rozgrywkach Serie A2 w klubie Andreoli Latina, z którym zdobył Puchar Serie A2 i awansował do Serie A1. Od 2009 roku jest graczem rosyjskiego klubu Dinamo-Jantar Kaliningrad. W tym samym sezonie powrócił jednak do ojczyzny, gdzie do 2011 roku reprezentował barwy Drean Bolívar. Z klubem tym ponownie zdobył mistrzostwo ligi (2009/2010), a także zajął czwarte miejsce w Klubowych Mistrzostwach Świata w 2010 roku. W 2011 roku powrócił do Acqua Paradiso Monza Brianza. Zespół odpadł z fazy play off ligi włoskiej po przegranej ze zdobywcą scudetto - Lube Banca Marche Macerata; także w półfinale Pucharu CEV został pokonany przez późniejszego zwycięzcę rozgrywek - Dinamo Moskwa.
Od 2012 roku Luciano broni barw kolejnej włoskiej drużyny, Copra Elior Piacenza, z którą zdobył Puchar Challenge (2012/2013) oraz został wybrany MVP finału.

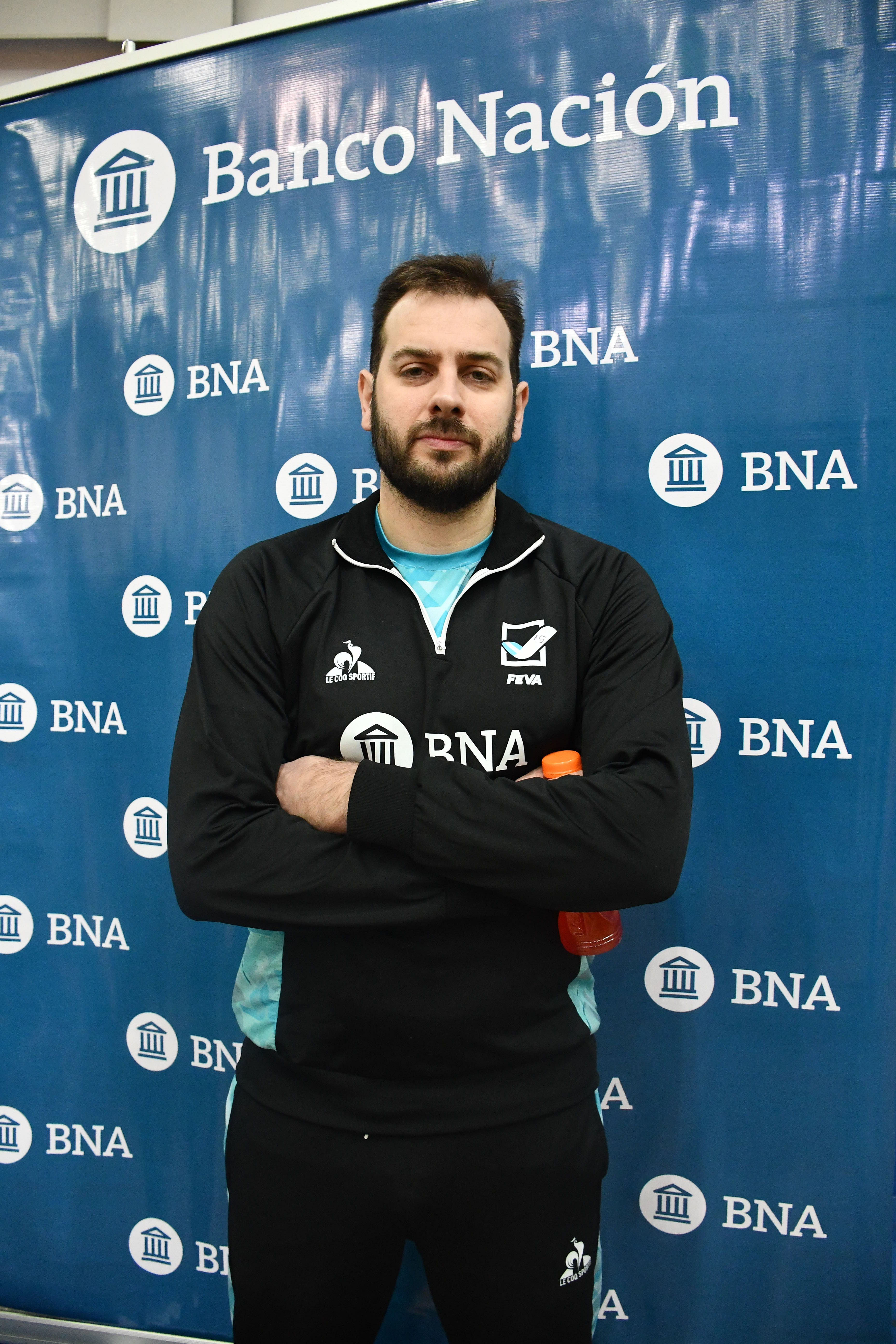
Luciano De Cecco reprezentantem Argentyny w 2024 roku

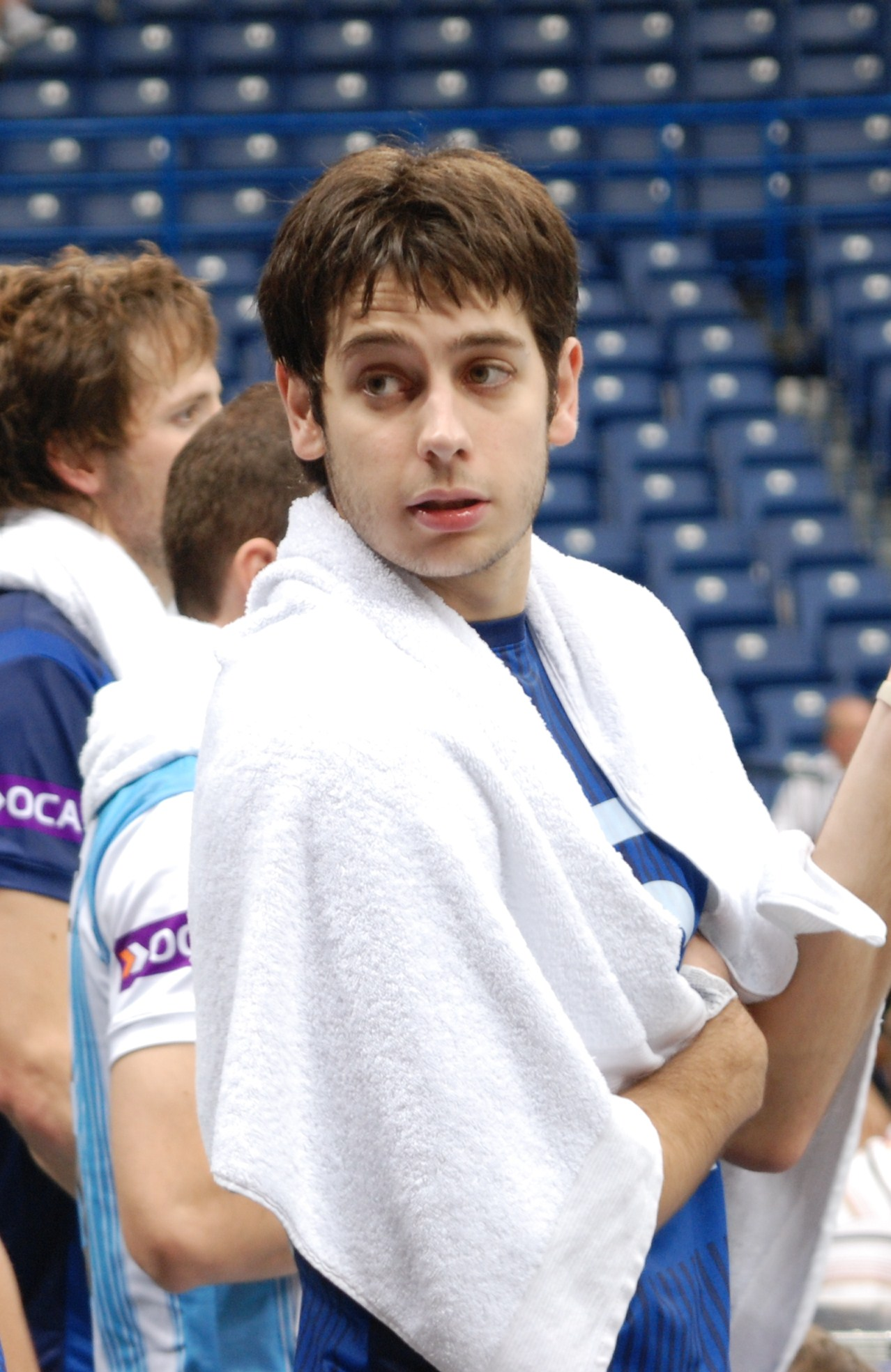
Luciano De Cecco reprezentantem Argentyny w 2009 roku

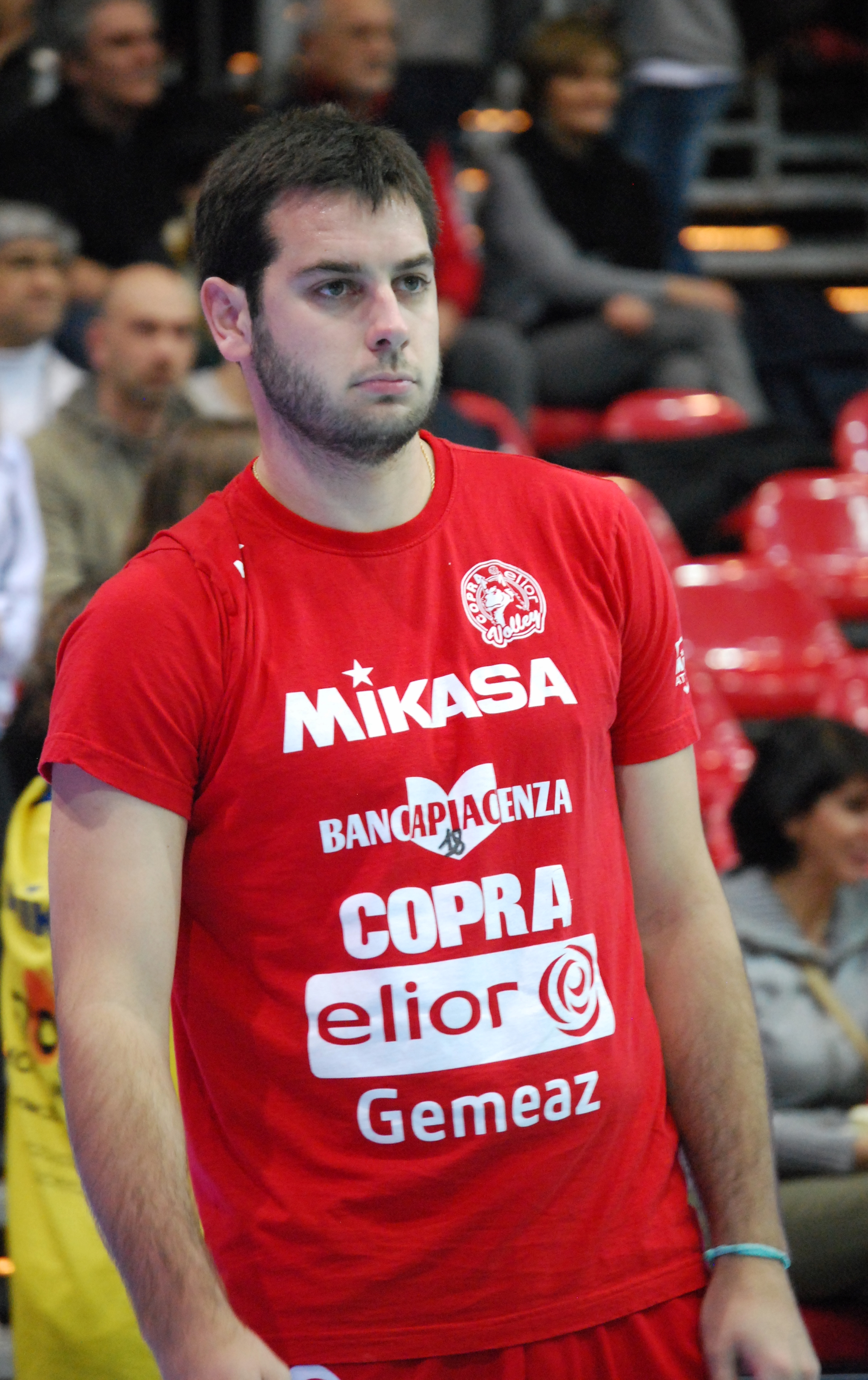
Luciano De Cecco zawodnikiem Copra Elior Piacenza

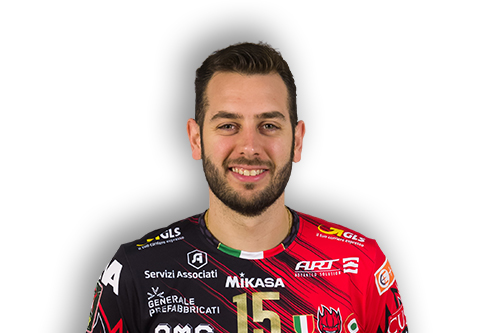
Luciano De Cecco zawodnikiem Sir Safety Conad Perugia

## Kariera reprezentacyjna
W 2006 roku powołany został do szerokiego składu na Ligę Światową, jednak nie zagrał w niej ani jednego meczu. Pojechał na Mistrzostwa Świata 2006, gdzie Argentyna zajęła wspólnie z Czechami 13. miejsce.
W 2007 roku uczestniczył w Lidze Światowej i Mistrzostwach Ameryki Południowej, gdzie z reprezentacją zdobył srebrny medal, zapewniając udział w Pucharze Świata. W Pucharze Świata Argentyna uplasowała się na 7. miejscu, nie uzyskując kwalifikacji olimpijskiej.
W styczniu 2008 roku grał w Turnieju Kwalifikacyjnym Ameryki Południowej do Igrzysk Olimpijskich, gdzie z reprezentacją zajął 2. miejsce, przegrywając decydujące spotkanie z Wenezuelą. O awans na igrzyska walczył w III Światowym Turnieju Kwalifikacyjnym, w którym Argentyna przegrała trzy spotkania i nie awansowała.
W 2009 roku ponownie powołany został do szerokiego składu na Ligę Światową, w której z reprezentacją dostał się do Final Six, zajmując ostatecznie 5. miejsce. W sierpniu 2009 roku grał w eliminacjach do Mistrzostw Świata 2010, gdzie Argentyna pewnie wygrała swoją grupę. Na Mistrzostwach Ameryki Południowej powtórzył wynik sprzed dwóch lat.
W 2010 roku Javier Weber powołał go do reprezentacji na Ligę Światową.
W 2011 roku został najlepszym rozgrywającym turnieju finałowego Ligi Światowej oraz Pucharu świata.

## Sukcesy klubowe
Mistrzostwo Argentyny:
- 2007
- 2011

Klubowe Mistrzostwa Ameryki Południowej:
- 2010

Puchar Challenge:
- 2013

Mistrzostwo Włoch:
- 2018, 2021, 2022[22]
- 2013, 2016, 2019, 2023[23]
- 2014, 2017

Puchar Włoch:
- 2014, 2018, 2019, 2021

Liga Mistrzów:
- 2017
- 2018

Superpuchar Włoch:
- 2017, 2019

Klubowe Mistrzostwa Świata:
- 2021

## Sukcesy reprezentacyjne
Mistrzostwa Ameryki Południowej:
- 2023[24]
- 2007, 2009, 2011, 2013
- 2017

Igrzyska Panamerykańskie:
- 2015

Puchar Panamerykański:
- 2017

Igrzyska Olimpijskie:
- 2020

## Nagrody indywidualne
- 2009: Najlepszy rozgrywający Mistrzostw Ameryki Południowej
- 2010: Najlepszy rozgrywający Klubowych Mistrzostw Świata
- 2011: Najlepszy rozgrywający Ligi Światowej
- 2011: Najlepszy rozgrywający Mistrzostw Ameryki Południowej
- 2011: Najlepszy rozgrywający Pucharu Świata
- 2013: MVP turnieju finałowego Pucharu Challenge
- 2015: Najlepszy rozgrywający Igrzysk Panamerykańskich
- 2017: Najlepszy rozgrywający turnieju finałowego Ligi Mistrzów
- 2021: Najlepszy rozgrywający Igrzysk Olimpijskich w Tokio
- 2023: Najlepszy rozgrywający Mistrzostw Ameryki Południowej[25]